# Ан-38
Ан-38 — самолёт региональных линий КБ Антонова (Украина), модифицированная версия Ан-28, рассчитанная на 27 пассажиров и  дальность 800 км. Первый полёт — 23 июня 1994 года; получил международное свидетельство в апреле 2000 года; к 2005 году произведено 11 самолётов; собирался в Новосибирске, но комплектующие поставляли Украина и Белоруссия.

## История
Разработка самолёта была начата в 1989 году с целью замены морально и физически устаревшего Ан-28. Впервые АНТК имени О. К. Антонова сообщило о проекте самолёта, показав его модель, в июне 1991 года на Авиационно-космической выставке в Париже.
Первый самолёт Ан-38-100 начал программу лётных испытаний 23 июня 1994 года. Первый полёт выполнил лётчик-испытатель А. К. Хрустицкий, а также провёл государственные и сертификационные испытания.
Ан-38 был первым самолетом на постсоветском пространстве, сертифицированный по АПГ-25, идентичным с американским требованиям и нормам FAR-25.
Первые полеты с пассажирами на Ан-38 начались во второй половине 1997 года.
Самолет Ан-38 может быть использован как: самолет бизнес-класса; грузовой (до 2500 кг груза в "навал"); грузовой для контейнерных перевозок; грузовой-пассажирский (27 пассажиров или 2500 кг груза); санитарный (6 носилок, 8 мест); пассажирский (27 мест); патрульно-транспортный для охраны лесов от пожаров, перевозки и десантирования парашютистов-пожарных и спецгрузов; патрульный для сухопутных и морских зон; военно-транспортный для транспортировки грузов, личного состава, раненых и больных, десантирования, обучения парашютистов и для МЧС; аэрофотосъёмочный; геологоразведочный; рыборазведочный.

## Конструкция
Ан-38 — многоцелевой транспортный самолёт. По конструкции близок к созданному ранее самолёту Ан-28, от которого отличается удлинённым фюзеляжем, увеличенным числом мест и более мощными турбовинтовыми двигателями (ТВД). По сравнению с Ан-28 он имеет дальность в два раза больше при 30% лучшей топливной экономичности и на 43% большей максимальной массе коммерческой нагрузки. Кроме того, самолет Ан-38 является единственным в мире самолетом, эксплуатация которого разрешена до температуры минус 50 градусов.
Мощная механизация крыла, включающая в себя автоматические предкрылки, двухщелевые закрылки, зависающие элероны и автоматические интерцепторы, а также два мощных турбовинтовых двигателя с реверсивными винтами позволяют эксплуатировать Ан-38 на небольших аэродромах, в том числе и на грунтовых, ледовых, заснеженных. Маневренные свойства самолета позволяют производить посадку по крутой глиссаде на небольшие горные аэродромы.
В хвостовой части расположен грузовой люк со сдвижной створкой и трапом, а также бортовое погрузочное устройство, что обеспечивает независимость самолета от аэродромных средств обслуживания и позволяет производить быструю погрузку и выгрузку грузов.

### Характеристики
- Модификация: Ан-38-100
- Размах крыла: 22,06 м
- Длина самолёта: 15,54 м
- Высота самолёта: 4,30 м
- Площадь крыла, м²: 39,72 м
- Масса:
  - пустого самолёта: 5000 кг
  - максимальная взлетная: 8800 кг
- Запас топлива: 2870 л.
- Тип двигателя

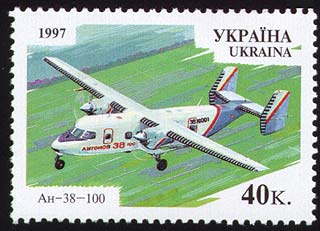
Ан-38-100 на марке Почты Украины

  - 1 вариант: два ТВД AlliedSignal ТРЕ331-140Д-801Е
  - 2 вариант: два ТВД ТВД-20-03
- Мощность: 2 х 1500 л.с.
- Крейсерская скорость: 380 км/час
- Максимальная скорость: 405 км/час
- Практическая дальность: 1450 км
- Дальность действия: 800 км
- Практический потолок: 9000 м.
  - Крейсерская высота полёта: 3000-4200 м
- Длина разбега: 350 м.
- Экипаж: 1-2 чел.
- Полезная нагрузка: до 27 пассажиров или 2500 кг груза

В носовом обтекателе установлена РЛС А-813. Шасси неубирающееся, трёхопорное с носовой стойкой, с пневматиками низкого давления, при этом в зимнее время предусмотрена установка лыж. Салон оборудован одно- и двухместными креслами на 26-27 пассажиров, откидывающимися к бортам, что позволяет за 30 минут переоборудовать самолёт из пассажирского варианта в грузовой. Возможна загрузка длинномерных грузов до 9 метров. В задней части имеется багажный отсек и туалет.
Самолёт способен работать в широком диапазоне температур от −50 до +45 °C.
Ресурс самолёта до капитального ремонта при интенсивности годового налёта в 2000 часов составляет 15 лет.

## Модификации

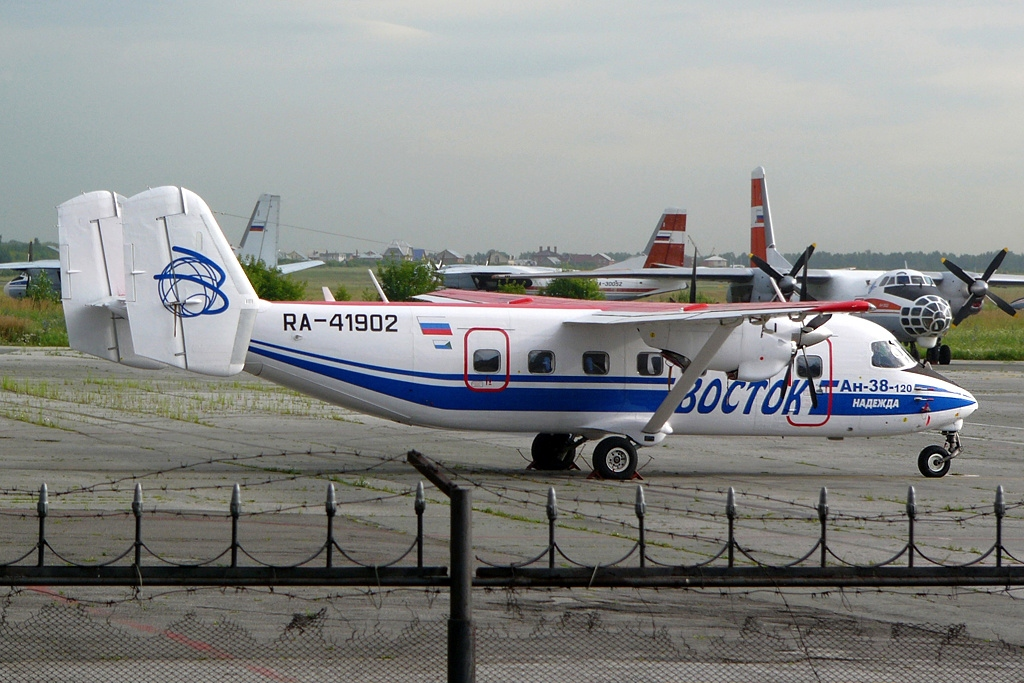
Ан-38-120

| Название модели | Краткие характеристики, отличия. |
| --------------- | --- |
| Ан-38-100       | Базовый вариант с американскими ТВД ТРЕ 331-14GR-801E и воздушными винтами фирмы «Hartzell» (США), с комплексом оборудования, позволяющим летать по воздушным трассам СНГ без ограничений. |
| Ан-38-110       | Вариант с сокращённым составом оборудования. |
| Ан-38-120       | Вариант с расширенным комплексом оборудования, обеспечивающим полёты по международным трассам по маякам VOR/DME, с речевым регистратором ОПАЛ-Б и системой предупреждения приближения земли СППЗ-2000. |
| Ан-38-200       | Конвертируемый грузопассажирский самолёт с российскими ТВД-20-03 и винтами АВ-36 российского производства. Комплекс оборудования самолёта аналогичен Ан-38-120, но дополнен системой предупреждения столкновения в воздухе TCAS-2000, что позволяет выполнять полёты в любое время суток, в сложных метеоусловиях, а также на международных трассах. |
| Ан-38Д          | Десантный, рассчитан на 22 парашютиста. |
| Ан-38К          | С увеличенной до 3200 кг грузоподъёмностью (при увеличении взлётной массы до 9400 кг) и предназначенный для перевозки грузов в четырёх стандартных контейнерах LD-3 на поддонах и груза «россыпью». |
| Ан-38С          | Санитарный, предназначен для перевозки шести раненых на носилках и девяти сидячих. |

### Ан-38-200
11 декабря 2001 года выполнил первый испытательный полёт 27-местный ближнемагистральный самолёт Ан-38-200. Эта модель отличается от серийно выпускаемого Ан-38-100 заменой американских авиадвигателей TPE331-14GR-801E фирмы Garrett на отечественные ТВД-20-03 производства Омского моторостроительного производственного объединения имени П. И. Баранова (ОМПО). Модификация Ан-38-200 будет иметь на 150 м большую, чем у Ан-38-100, взлётную дистанцию из-за того, что отечественный двигатель имеет большую массу, а его мощность немного ниже, чем у американского аналога (1375 л. с. против 1500 л. с.). Несколько сократится и дальность самого полета.
| Эксплуатант              | Количество | Модификация                             | Бортовой                             | Статус                                                                         |
| ------------------------ | ---------- | --------------------------------------- | ------------------------------------ | ------------------------------------------------------------------------------ |
| Эксплуатанты             |            |                                         |                                      |                                                                                |
| АК «Алроса»              | 2          | Ан-38-100                               | RA-41904 RA-41907                    | летает                                                                         |
| АК «Восток»              | 3          | Ан-38-100 Ан-38-120 Ан-38-100           | RA-41901 RA-41902 RA-41903           | на хранении на хранении                                                        |
| Не авиакомпании          |            |                                         |                                      |                                                                                |
| НАПО имени В. П. Чкалова | 6          | Ан-38-200 Ан-38-100 Ан-38-120           | 41910 без номера RA-41900 без номера | на хранении прошёл испытания на хранении строительство остановлено на хранении |
| Бывшие эксплуатанты      |            |                                         |                                      |                                                                                |
| Лаянг-Лаянг              | 4          | Ан-38-120 Ан-38-100 Ан-38-120 Ан-38-100 | RA-41900 RA-41901 RA-41902 RA-41903  | возвращён передан возвращён                                                    |
| Hangard Airlines         | 2          | Ан-38-120                               | RA-41900 RA-41902                    | возвращён передан                                                              |

## Происшествия

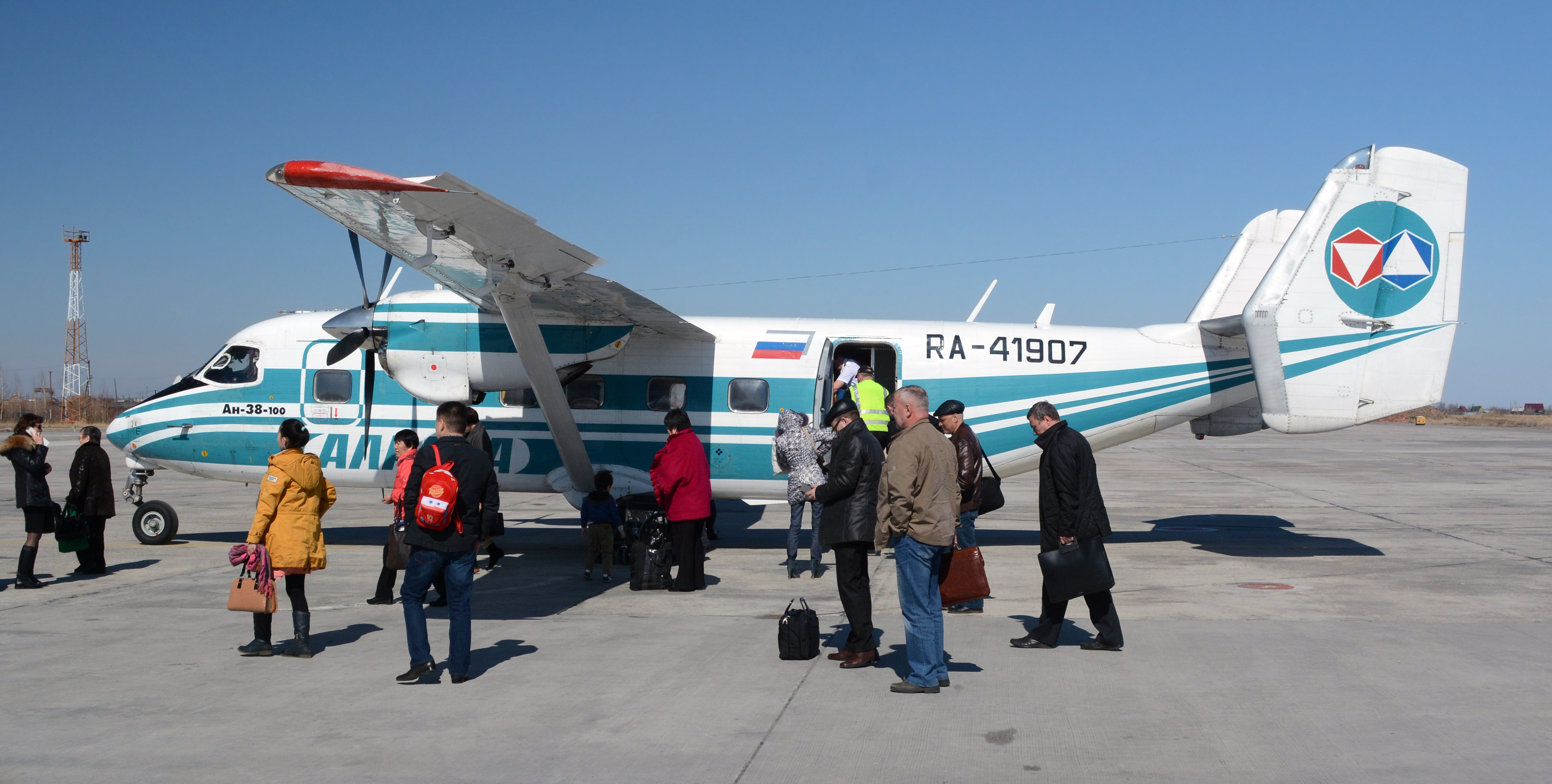
Ан-38-100 RA-41907 АК «Алроса», 5 мая 2014 года

- 24 марта 2015 года при выполнении посадки на площадку Накын Нюрбинского горно-обогатительного комбината самолёта Ан-38-100, принадлежащего ЗАО АК «Алроса», выполнявшего заказной транспортный рейс по маршруту Мирный — Накын, произошло выкатывание воздушного судна за боковые пределы взлётно-посадочной полосы[9].